# Cycnidolon phormesioides
Cycnidolon phormesioides là một loài bọ cánh cứng trong họ Cerambycidae.